# Hesperoedura reticulata
Genre
Espèce
Synonymes
- Oedura reticulata Bustard, 1969

Hesperoedura reticulata, unique représentant du genre Hesperoedura, est une espèce de geckos de la famille des Diplodactylidae.

## Répartition
Cette espèce est endémique du Sud-Ouest de l'Australie-Occidentale.

## Description
C'est un gecko arboricole.

## Publications originales
- Bustard, 1969 : Oedura reticulata, a new velvet gecko from south-west Western Australia. Western Australian Naturalist, vol. 11, p. 82-85.
- Oliver, Bauer, Greenbaum, Jackman, Hobbie, 2012 : Molecular phylogenetics of the arboreal Australian gecko genus Oedura Gray 1842 (Gekkota: Diplodactylidae): Another plesiomorphic grade? Molecular Phylogenetics and Evolution, vol. 63, n. 2, p. 255-264.